# 魔鱂
魔鱂為輻鰭魚綱鯉齒目鯉齒亞目鯉齒鱂科的其中一種，被IUCN列為次級保育類動物，自冰河時期便分布於北美洲美國內華達州Nye郡魔洞的淡水流域，體長可達3公分，棲息在石灰岩洞穴的中底層水域。為了適應空間，魔鱂的身形只有3公分左右、腹鰭退化、繁殖數量變少。